# Schmalspurbahn Tula–Lichwin
| Schmalspurbahn Tula–Lichwin       | Schmalspurbahn Tula–Lichwin          |
| --------------------------------- | ------------------------------------ |
| Ehemaliger Bahnhof Rwy (Рвы)      |                                      |
| Schmalspurbahn Tula–Lichwin, 1990 |                                      |
| Streckenlänge:                    | 1945: 76 km 1970: 105 km 2000: 22 km |
| Spurweite:                        | 750 mm (Schmalspur)                  |
|                                   |                                      |

Die Schmalspurbahn Tula–Lichwin (russisch Тула-Лихвинская узкоколейная железная дорога, transkr. Tula-Lichwinskaja uskokoleinaja schelesnaja doroga, transl. Tula-Lihvinskaâ uzkokolejnaâ železnaâ doroga) war eine bis zu 105 Kilometer lange Schmalspurbahn von Tula nach  Lichwin (heute Tschekalin) in der Oblast Tula in Russland. Sie hatte eine Spurweite von 750 Millimetern.

## Geschichte
Der Bau der Schmalspurbahn Tula–Lichwin begann 1899 und wurde im Januar 1905 fertiggestellt. Als Schwellen wurden dünne Baumstämme verwendet, die ohne Unterbau direkt auf das Waldmoos gelegt wurden. Als Brennstoff für die Dampflokomotiven dienten Birkenstämme, und durch eine Pumpe an Seite der Dampflokomotiven wurde das für deren Betrieb nötige Wasser aus den zu überquerenden Flüssen gesaugt.

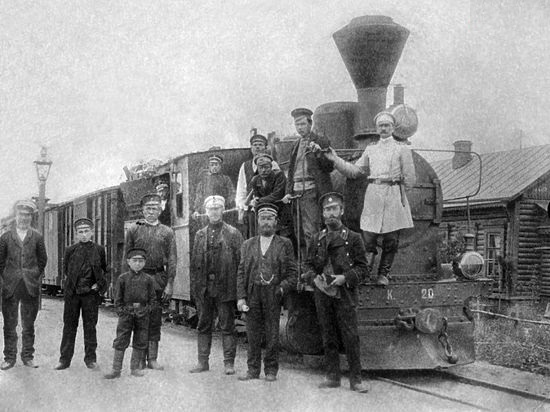
Schmalspurbahn Tula–Lichwin

Der fahrplanmäßige Verkehr auf der Bahnlinie begann am 25. Dezember 1905. Das Haupttransportgut stammte aus der Eisengießerei Dubensk und der Alkoholdestille in Voskresenskoje. Es wurde täglich Personenverkehr durchgeführt: Um 16:30 Uhr verließ der Zug Tula und kam um 23:10 Uhr in Lichwin an. Auf halbem Weg, an der wichtigsten Zwischenstation in Dubna, hielt der Zug für vierzig Minuten. Auf dem Rückweg fuhr der Zug um 2:25 Uhr los und erreichte Tula um 9:45.
Die Strecke führte durch ein von Waldgebieten umgebenes Gebiet ohne ausgebautes Wegenetz, so dass ihre Bedeutung als verbindender Transportweg nicht überschätzt werden kann. Im Jahr 1931 begann der Bau der Breitspurbahn von Tula über Koselsk nach Suchinitschi. Bei deren Bau spielte die Schmalspurbahn eine wichtige Rolle. Aufgrund des parallelen Verlaufs der beiden Strecken wurde 1941 der Abschnitt der Schmalspurbahn von Lichwin nach Chanino geschlossen.
Während der Besetzung der Tula-Region blieb die Tula-Lichwinskaja-Eisenbahn fast die einzige Versorgungsquelle der Stadt Tula mit Brennholz. Und nach der Befreiung von Tula wurde die Eisenbahn aktiv für die Offensive eines Teils der Roten Armee eingesetzt: Munition, Ausrüstung und Soldaten wurden an die Front gebracht, sowie Verwundete oder durch Erfrierungen Behinderte zurück nach Tula.
In den 1950er bis 1970er Jahren trug die Tula–Lichwin-Bahn zum Aufschwung der Landwirtschaft und Industrie bei: Westlich von Tula blieb sie, wegen der schlechten Straßenverhältnisse, praktisch die einzige Allwetter-Verbindung. Zu dieser Zeit wurden dort sieben Lokomotiven für die Güter- und Personenbeförderung eingesetzt.
Mit der Entwicklung der Straßen und der Zunahme des Verkehrsaufkommens verlor die Strecke an Bedeutung und wurde teilweise stillgelegt: In den Jahren 1968–1969 wurde die Strecke von Dubna nach Chanino stillgelegt, und 1972 wurde die Strecke von Trufanowo nach Dubna geschlossen.
Der letzte Abschnitt von Tula nach Trufanowo war bis Ende 1996 in Betrieb. Es wurde aber zum Schluss nur noch Personentransport durchgeführt. Es gab neue Haltepunkte bei 5, 7, 8, 9, 15, 17, 20 und 22 km. Das Transportaufkommen bestand hauptsächlich aus Sommerfrischlern, Jägern, Pilzsammlern und Bewohnern der umliegenden Dörfer.

## Schienenfahrzeuge

### Lokomotiven
- TU3-001, 002, 003 (bis 1959)
- TU2-033 (bis 2001), 124, 127 (beide vor 1972), 129 (bis 1969), 236 (bis 2001), 240 (bis 1997–98), 241 (vor 1971)

### Wagen
- fünf moderne Personenwagen mit der Aufschrift „Kinder“, sowie drei Pafawag-Wagen mit der Aufschrift „hart/zäh“ (Жесткий); zwei gedeckte Güterwagen, ein Schneepflug und zwei offene Niederbordwagen.

## Beschreibung der Bahnhöfe

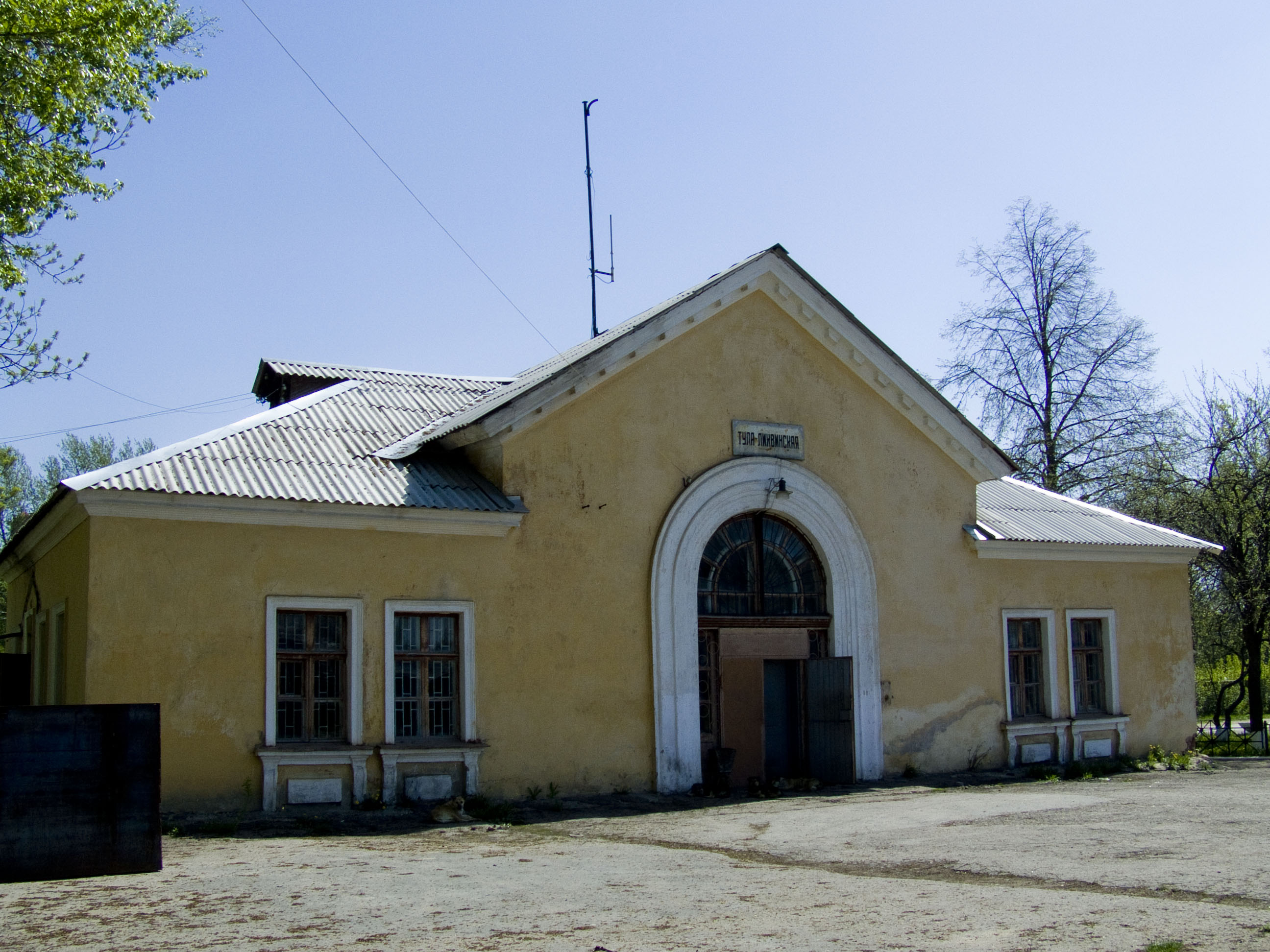
Bahnhofsgebäude

Etwa dreizehn Kilometer von Tula entfernt lag der Bahnhof Rawa, der zwei Kilometer vom Dorf entfernt lag und das gleichnamige Bergwerk mit den Passagieren bediente. Im Bahnhofsbereich gab es drei Gleise, das Bahnhofsgebäude, Schuppen, Toiletten, das Haus der Eisenbahner, eine Wasserpumpe zum Auftanken der Lokomotiven mit Wasser, und einen Triebwagen. Es gab einen Bahnsteig für den Personenverkehr, der mit Betonplatten gepflastert war und einer Schürze, die bis zur Höhe der Wagenstufen hochgezogen war.
Zwischen der Station der Station Rva und Trufanovo gab es seit 1970 Haltestellen bei 15 km (im Wald), bei 17 km (in der Nähe der Hütten), bei 20 km (in der Nähe einer Jagdhütte) und bei 22 km (in der Nähe der Datschen). Der Bahnhof Trufanowo liegt 25 Kilometer von Tula entfernt in der Nähe des großen Dorfes Malachowo. Seit 1970 war der Bahnhof der Endpunkt der Schmalspurbahn. Im Winter kam zweimal täglich und im Sommer vier Mal am Tag ein Zug an. Auf dem großen Bahnhofsgelände gab es drei Gleise: ein Durchgangsgleis und zwei Gleise für Überhol- oder Begegnungsmanöver. Das Verkehrsaufkommen bestand vor allem aus Passagieren und Dünger der benachbarten Lanmdwirtschafts-Kollektive.
Der Bahnhof Kurakowo liegt 31 Kilometer von Tula entfernt, wo es drei Gleise gab, ein Durchgangsgleis und zwei Überholgleise, die schließlich sogar verlängert wurden, um lange Konvois und die Bildung von langen Güterzügen zu ermöglichen. Das vierte Gleis verließ den Bahnhof in Richtung eines Steinbruchs.
Der Bahnhof Bredichino war etwa 38 Kilometer von Tula entfernt, nicht weit von der Kreuzung mit der Autobahn Tula–Suworow. Er hatte ein einstöckiges hölzernes Gebäude, das die Passagiere des Dorfes Wysgljadowka und des Dorfes Woskresenskoje bediente. An der Station Bredichino gab es drei Gleise.
Am Bahnhof Werigino gab es zwei Gleise sowie eine Abzweigung zur Destillerie. Von hier aus wurde Alkohol (Fässer in Güterwagen) und Dünger sowie Passagiere transportiert. Auf der Schmalspurstrecke von den Bahnhöfen Chanino, Dubna und Trufanowo wurde Getreide in Güterwagen gebracht und Alkohol nach Tula transportiert, um dort alkoholische Getränke zu erzeugen.
Der Bahnhof Dubna befand sich 54 Kilometer von Tula entfernt in der Vorstadt von Dubna in der Ortschaft Stansiony. Der Bahnhof diente vor allem der Eisengießerei, einer Holzverarbeitungsanlage, einer Kiesfabrik und RAIPO-Lagerhäusern. Dort wurden Getreide, Dünger und Konsumgüter verladen. In der Nähe befand sich ein Öldepot, das über eine am Bahnhof abzweigende Zweigstrecke angefahren wurde, und es gab auch ein Gleis zur Eisengießerei. Am Bahnhof Dubna wurden vor allem Koks und Roheisen aus dem Hüttenwerk Kosogorsk für die Bedürfnisse der Eisengießerei in Dubna entladen.
Der Bahnhof Guryevka lag etwa 62 Kilometer von Tula entfernt. Er war einen Kilometer vom Dorf Gurjewka entfernt. Es gab dort zwei Gleise. Auf dem Bahnhofsgelände gab es eine Ölmühle, einen gekühlten Ölspeicher und ein Sägewerk zum Schneiden von Baumstämmen. Alle diese Produkte wurden mit der Schmalspurbahn transportiert.
Der Bahnhof Jasenowaja lag etwa 70 Kilometer von Tula entfernt in der Nähe der Dörfer Marino und Jasenowaja. Von diesem Bahnhof aus wurde vor allem gesägtes Holz transportiert. Es gab dort drei Gleise, von denen eines zur Wasserpumpe führte und dann an einem Prellbock endete.
Der Bahnhof Chanino befand 85 Kilometer von Tula entfernt am Rande eines großen Dorfes. Davor überquerte die Schmalspurbahn die Breitspurstrecke der Tula-Suchinitschi-Eisenbahn dreimal auf Brücken. Die Station Chanino diente dort angesiedelten Gusseisengießereien sowie dem Personenverkehr und Getreidetransport.
Der Bahnhof Lichwin war 113 Kilometer von Tula entfernt, am rechten Ufer des in etwa 1,5 Kilometer Entfernung vorbeifließenden Flusses Oka, sowie etwa zwei Kilometer von der Stadt Lichwin (heute Tschekalin) entfernt. Es gab drei Gleise im Bahnhof und außer dem Bahnhofsgebäude auch das Haus des Bahnhofvorstehers.

## Abbau der Gleise
Im Jahr 1996 wurde der Verkehr auf der Tula-Lichwinskaja-Eisenbahn eingestellt. Unmittelbar danach wurde mit den Abbrucharbeiten begonnen und bis 2002 wurden die Überreste der Strecke vollständig demontiert und verschrottet. Im Jahr 2000 erließ das Eisenbahnministerium die Anweisung, die Schmalspurbahn Tula-Lichwinskaja zu liquidieren und die gesamte Infrastruktur zu zerstören. Die restlichen zwei Lokomotiven TU2-236 und TU2-033 sowie die Wagen PV40 wurden zu den Kindereisenbahnen in Jekaterinburg und Nowomoskowsk transportiert. Der Rest wurde verschrottet. Im Jahr 2005 wurde die einzigartige Brücke über die Upa zwischen den ehemaligen Stationen Kurakowo und Dubna verschrottet. Eine der Spannweiten stürzte dabei unbeabsichtigt in den Fluss. Die Teile, die aus dem Wasser ragten, wurden abgeschnitten, der Rest blieb im Fluss.

## Unfälle
Am 19. Juli 1910 warf ein Hurrikan während eines Gewitters in der Nähe des Bahnhofs Hanino alle Wagen um. Fünf Passagiere erlitten leichte Verletzungen, medizinische Hilfe wurde ihnen von einem Arzt im Zug geleistet. In diesem Fall schrieb die Zeitschrift Eisenbahngeschäft (Железнодорожное дело):
Zweifellos ist dies der erste Fall in Russland, in dem der Zug durch eine Bö umgekippt wurde, was natürlich nicht nur die Stärke dieses Sturms belegt, sondern auch die relative Leichtigkeit der Wagen der Schmalspurbahn Tula-Lichwin.
Am 16. Dezember 2003 wurde ein Bagger auf dem Anhänger eines KamAZ-Lkw auf der Autobahn „Moskau-Krim“ transportiert. Er verklemmte sich unter einer Brücke der Rwa-Trufanowo-Schmalspurbahn und hakte einen Tragbalken der Brückenstruktur mit dem Ausleger des Baggers aus, wodurch die Brücke zusammenbrach. Am selben Tag wurden die Überreste der beschädigten Brücke abgebaut.

## Reste des Trasse

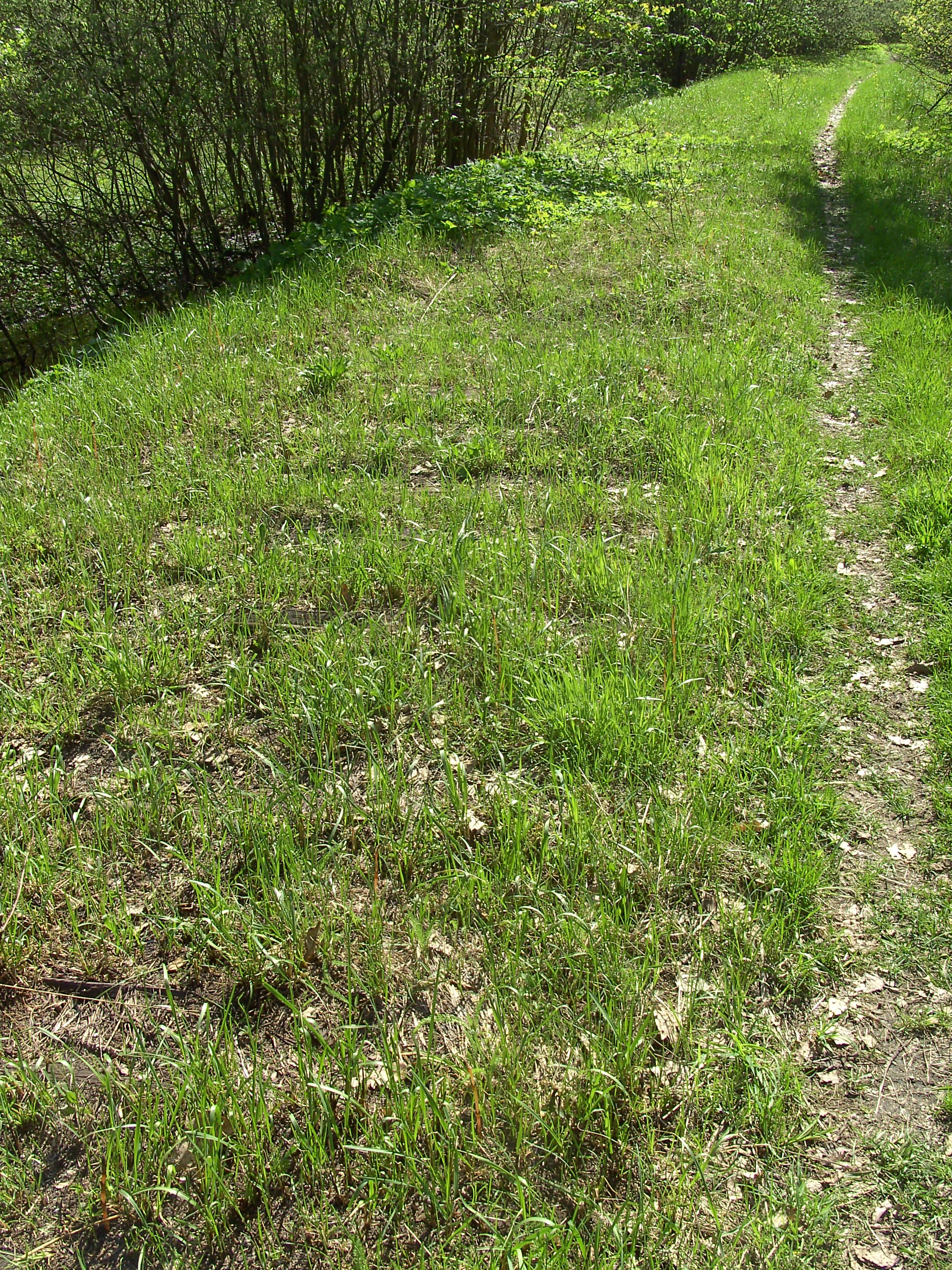
Reste des Unterbaus

Entlang der ehemaligen Bahnstrecke gibt es nur einen Hügel mit den Überresten von halbverrottenden Schwellen und einige Bauwerke wurden tief im Wald erhalten. Am Bahnhof Riwa sind das Bahnhofsgebäude und die Nebengebäude erhalten geblieben.
Im Bahnhofsbereich Tula-Lichwinskaja ist noch ein Bahnsteig für den Personenverkehr erhalten. Das Gelände des Depots ist asphaltiert, alle Schienen und Reste des Rollmaterials wurden entfernt, und es gibt dort jetzt einen Parkplatz für Lastwagen. Nur die Tore im Zaun blieben erhalten, durch die der Zug das Depot befuhr und verließ. Das Schmalspurbahnmuseum Pereslawl zeigt Möbel und Einrichtungsgegenstände des Bahnhofs Riwa.